# Gaïa (Anima)
Pour les articles homonymes, voir Gaïa (homonymie).
 (janvier 2024).
Si vous disposez d'ouvrages ou d'articles de référence ou si vous connaissez des sites web de qualité traitant du thème abordé ici, merci de compléter l'article en donnant les références utiles à sa vérifiabilité et en les liant à la section « Notes et références ».
Gaïa est l'univers de fiction dans lequel se déroulent les jeux de la gamme Anima, développée à l'origine par le jeu de rôle Anima Beyond Fantasy,,. Il s'agit d'un univers fantastique pessimiste (dark fantasy), une planète dominée par des humains ayant atteint un niveau technologique équivalent à la Renaissance.

## Œuvres développant l'univers de fiction
- le jeu de rôle Anima: Beyond Fantasy (2005)
- le jeu de cartes Anima.
- le jeu de figurines Anima Tactics.

## Histoire externe
Le premier ouvrage du jeu de rôle Anima: Beyond Fantasy. Le jeu de rôle est paru en 2005 (2007 en français). Cet ouvrage évoque le monde de Gaïa de manière succincte, en décrivant quelques peuples, ainsi que la notion de christianisme. C'est avec Gaïa : Au-delà des Rêves, paru en 2007 (2008 en français) que le monde est véritablement décrit.

## Le surnaturel et le divin

### Les âmes et le monde surnaturel
Gaïa est un monde animiste, ce qui a probablement donné son nom à la gamme de jeux : les êtres, mais aussi les objets, ont une âme, l'âme est l'essence de l'être ou de l'objet tandis que sa portion matérielle en est la substance. Les âmes résident dans un « plan spirituel » appelé mer des Âmes, flux des Âmes, rivière de la Vie ou encore Genèse. Les âmes des êtres qui ne sont pas encore nés ou des objets qui ne sont pas encore conçus résident dans le Nexus situé au cœur du flux des Âmes. Ces notions s'approchent de celles du monde des idées de Platon et des mononoke de la culture japonaise.
Lorsqu'un être meurt, son âme rejoint le Nexus dans un processus de fusion qui peut durer de quelques dizaines de jours à plusieurs millénaires selon la puissance de la personne de son vivant.

### Les divinités
On ne sait pas grand-chose de la cosmogonie de Gaïa. Le premier peuple présent était l'espèce humaine, puis des êtres décidèrent d'en créer des « versions améliorées » : les duk'zarists puis les sylvains, et bientôt une myriade d'espèces virent le jour, engendrant un chaos destructeur. Cette guerre des Cieux engendra C'iel, la dame de lumière accompagnée des béryls, et Gaira, le seigneur obscur et ses shajads.
Par ailleurs, les différents peuples ont également développé leurs croyances, mais les divinité vénérées ne semblent pas influer sur le monde. La religion dominante chez les humains est le Christianisme.

## Histoire interne
Après la guerre des Cieux, les peuples se développèrent et prospérèrent, puis augmentèrent leur puissance militaire. Les duk'zarists décidèrent que ceci allait mener au chaos et décidèrent de dominer le monde, déclenchant la guerre de l'Obscurité. Après de nombreuses victoires, un homme réussit à unifier les peuples et à vaincre les duk'zarists.
L'ère du Chaos qui s'ensuivit permit à quelques individus d'atteindre une puissance incroyable, et en particulier des humains. Un humain, du nom de Christ, parvint à unifier tous les peuples humains dans un empire avec la croyance en un dieu unique omnipotent. Il fut trahit par un de ses apôtres, Iscariote, et crucifié. Les onze autres apôtres fondèrent chacun leur royaume au sein de cet empire. L'Empire commença à persécuter les sorciers et à se fermer aux autres espèces humanoïdes. Rah, un descendant d'Iscariote, fonda le douzième royaume, le royaume de Judas, et réussit à fédérer ceux qui avaient souffert des persécutions de l'Église. Il déclara la guerre à toutes les religions. Un héritier des onze royaumes saints, Zhorme Giovanni, se leva contre Rah et remporta la guerre.
Le 16 septembre 233, âgé de 27 ans, Zhorne Giovanni fonda le Sacro-saint Empire d’Abel dont il se proclama empereur et souverain pontife. Il parvint à conquérir tout le Vieux Continent, puis les nations insulaires de Lannet et Shivat et envoya une armée conquérir le continent ouest. L’empereur retrouva sa femme au bout de 50 ans de combats et s’éteignit enfin à l’âge de 149 ans en l’an 355. Lazare, son fils, hérita de sa charge, et pendant six siècles les Giovanni dirigèrent le Sacro-saint Empire et garantirent sa prospérité. Bien sûr, il y eut des rébellions et des difficultés, mais l’Empire sut les négocier habilement.
Vint alors Lascar Giovanni, corrompu et cruel, qui instaura la décadence à la cour impériale. Il poussa son épouse au suicide après la naissance de son fils, Lucanor. Elias Barbados, le plus jeune des seigneurs de la guerre se rebella contre son seigneur et tenta de le forcer à abdiquer au profit de Lucanor. Lascar, isolé et bouffi d'orgueil, refusa et obligea son fils à le tuer avec l’épée impériale de Zhorne. Meurtrier de son père, Lucanor ne pouvait plus prétendre à prendre sa suite.
Ce fut donc Elias qui devint Empereur, avec l’appui des autres seigneurs de la guerre et de l’archevêque Augustus. Lucanor fut envoyé diriger le lointain territoire du Lucrecio qui lui revenait par sa mère. En 957, les Giovanni abandonnèrent donc le trône du Sacro-saint Empire.
Elias fut un excellent empereur, mais il connut la douleur de perdre son épouse à la naissance de sa première fille, Élisabeth. Il attribua ce malheur à sa fille et la confia à sa garde personnelle, l’Ordre du Ciel, évitant autant que possible de se retrouver en sa présence. Augustus, archevêque suprême et ami d’Elias, mourut. Il le remplaça finalement en 986 par une jeune abbesse de 26 ans, Eljared, à la surprise générale. Cette décision, qui allait à l’encontre de toutes les traditions ecclésiastiques, provoqua la colère de beaucoup de membres de l'Église. Mais Elias fit la sourde oreille et, bientôt, ne prit aucune décision sans en référer d’abord à Eljared.
Maximilian Hess, seigneur de la principauté de Remo, accusa Eljared de sorcellerie, d’avoir enchanté Elias. Le Remo fut rasé par l’armée impériale, mais certains seigneurs, horrifiés par cette cruauté, déclarèrent leur principauté indépendante du Sacro-saint Empire. Eljared déclara la guerre à tous les royaumes rebelles, ordonnant qu’on les rase à leur tour. Mais deux ans plus tard, la veille de la fin de l'année 988, le seigneur de la guerre Tadeus Von Horsman, ami personnel d’Elias et général des armées d’Archange, supplia l’Empereur qu’il cesse ces atrocités. Ce dernier refusa et Tadeus, n'eût d'autre solution que de mener un coup d'état pour déposer Elias. Élisabeth tenta en dernière instance de faire entendre raison à son père, mais celui-ci, rendu fou, l’accusa de tous ses malheurs et essaya de la tuer. Kisidan, général de l’Ordre du Ciel, s’interposa et n’eut pas d’autre choix que de tuer Elias.
Une énorme tempête se leva cette nuit là et couvrit les cieux de tout Gaïa, qui devinrent rouge sang. Les océans s'assombrirent et la terre trembla. Eljared disparut sans laisser de trace. Tadeus et l’Ordre du Ciel se mirent au service d'Élisabeth, la déclarant héritière légitime du trône d’Abel. Mais les
principautés rebelles refusèrent de l’accepter, et certains seigneurs de la guerre se proclamèrent eux-mêmes souverains des territoires qu’ils contrôlaient. Quant à l'Église, elle nomma elle-même un nouvel archevêque suprême (alors que cette nomination échoue à l'Empereur en temps normal), autorité ecclésiastique absolue en l’absence d’un empereur.